# Carmel-by-the-Sea
Carmel-by-the-Sea (nebo také Carmel) je město v okrese Monterey County v Kalifornii, nacházející se na poloostrově Monterey. V roce 2010 zde žilo 3722 obyvatel a jeho rozloha činí 2798 km2. K roku 2016 byl starostou města Steve Dallas, v minulosti na této pozici působil například režisér a herec Clint Eastwood (1986 až 1988).

## Rodáci
- Scott Eastwood (* 1986) – americký herec
- Jeremy Sumpter (* 1989) – americký herec